# Comanche (Texas)
Comanche es una ciudad ubicada en el condado de Comanche en el estado estadounidense de Texas. En el Censo de 2010 tenía una población de 4.335 habitantes y una densidad poblacional de 367,13 personas por km².

## Geografía
Comanche se encuentra ubicada en las coordenadas 31°54′2″N 98°36′16″O / 31.90056, -98.60444. Según la Oficina del Censo de los Estados Unidos, Comanche tiene una superficie total de 11.81 km², de la cual 11.81 km² corresponden a tierra firme y (0%) 0 km² es agua.

## Demografía
Según el censo de 2010, había 4.335 personas residiendo en Comanche. La densidad de población era de 367,13 hab./km². De los 4.335 habitantes, Comanche estaba compuesto por el 86.02% blancos, el 0.42% eran afroamericanos, el 0.81% eran amerindios, el 0.35% eran asiáticos, el 0% eran isleños del Pacífico, el 10.5% eran de otras razas y el 1.91% pertenecían a dos o más razas. Del total de la población el 35.78% eran hispanos o latinos de cualquier raza.